# Krag-Jørgensen
Pour les articles homonymes, voir Krag (homonymie).

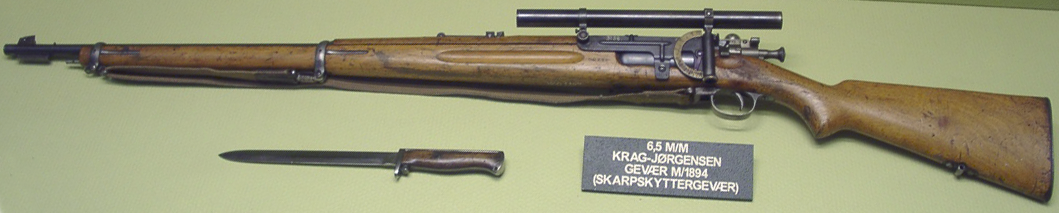
Fusil norvégien Mle 1894 avec une lunette de visée

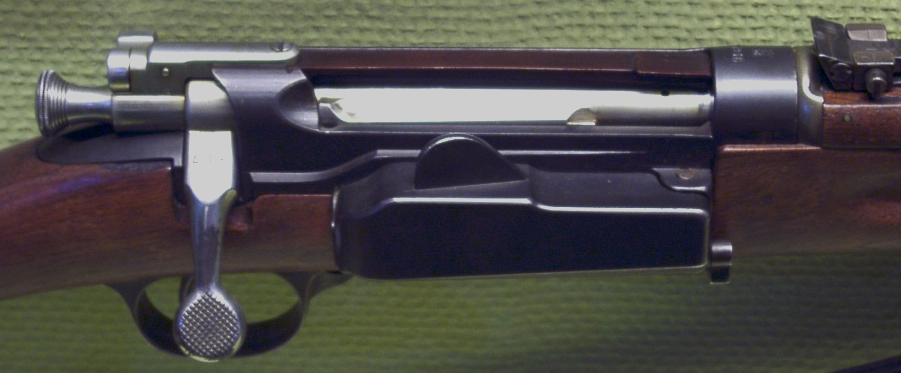
Carabine norvégienne Mle 1912

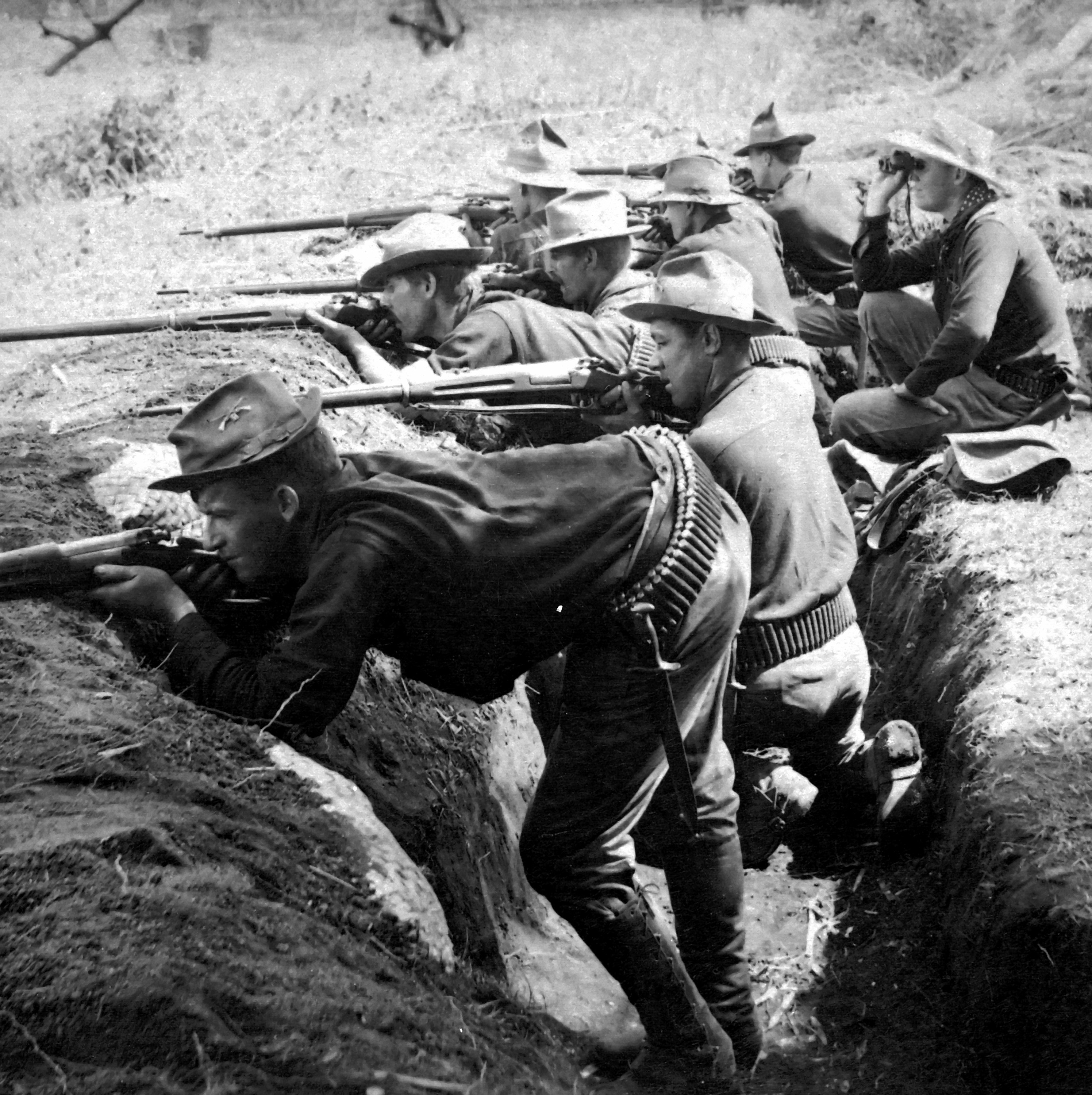
Troupes américaines durant la guerre hispano-américaine (Philippines 1898)

Le Krag-Jørgensen est un fusil à verrou conçu par les Norvégiens Herman ole Johannes Krag et Erik Jørgensen, créateurs de plusieurs fusils à la fin du XIXe siècle.
Ce qui distingue particulièrement le Krag-Jørgensen des armes qui lui sont contemporaines est son magasin. À la différence d'autres fusils de son époque, le magasin du Krag-Jørgensen n'était pas une pièce à part. Au contraire, celui-ci faisait partie de la boîte de culasse du fusil, comportant une ouverture montée sur le côté droit, et une fermeture articulée. Les cartouches étaient passées dans l'ouverture latérale, puis enfoncées dans le magasin au moyen d'un ressort.
Ce mécanisme présente des avantages et des inconvénients vis-à-vis des magasins standards. Il est notamment impossible de charger un Krag-Jørgensen au moyen d'un chargeur. En effet, bien que certaines modifications aient rendu possible le chargement en une fois du fusil, le mode normal de rechargement était d'une cartouche à la fois. D'un autre côté, au contraire d'autres fusils à chargement par le dessus, le Krag-Jørgensen pouvait être rechargé sans ouvrir la culasse. La relative complexité de fabrication de ce magasin est à l'origine, selon certains, du nombre relativement restreint d'armées qui furent équipées du Krag-Jørgensen.
Aujourd'hui, le Krag-Jørgensen est un fusil populaire auprès des collectionneurs, et est apprécié par les tireurs pour son maniement souple.

## Histoire
Les années 1880 furent une période intéressante quant au développement des armes à feu modernes. Pendant cette décennie la poudre sans fumée s'est largement répandue, et le calibre de divers fusils de service se rétrécit. Plusieurs nations adoptèrent des fusils à répétition à petit calibre durant cette période.

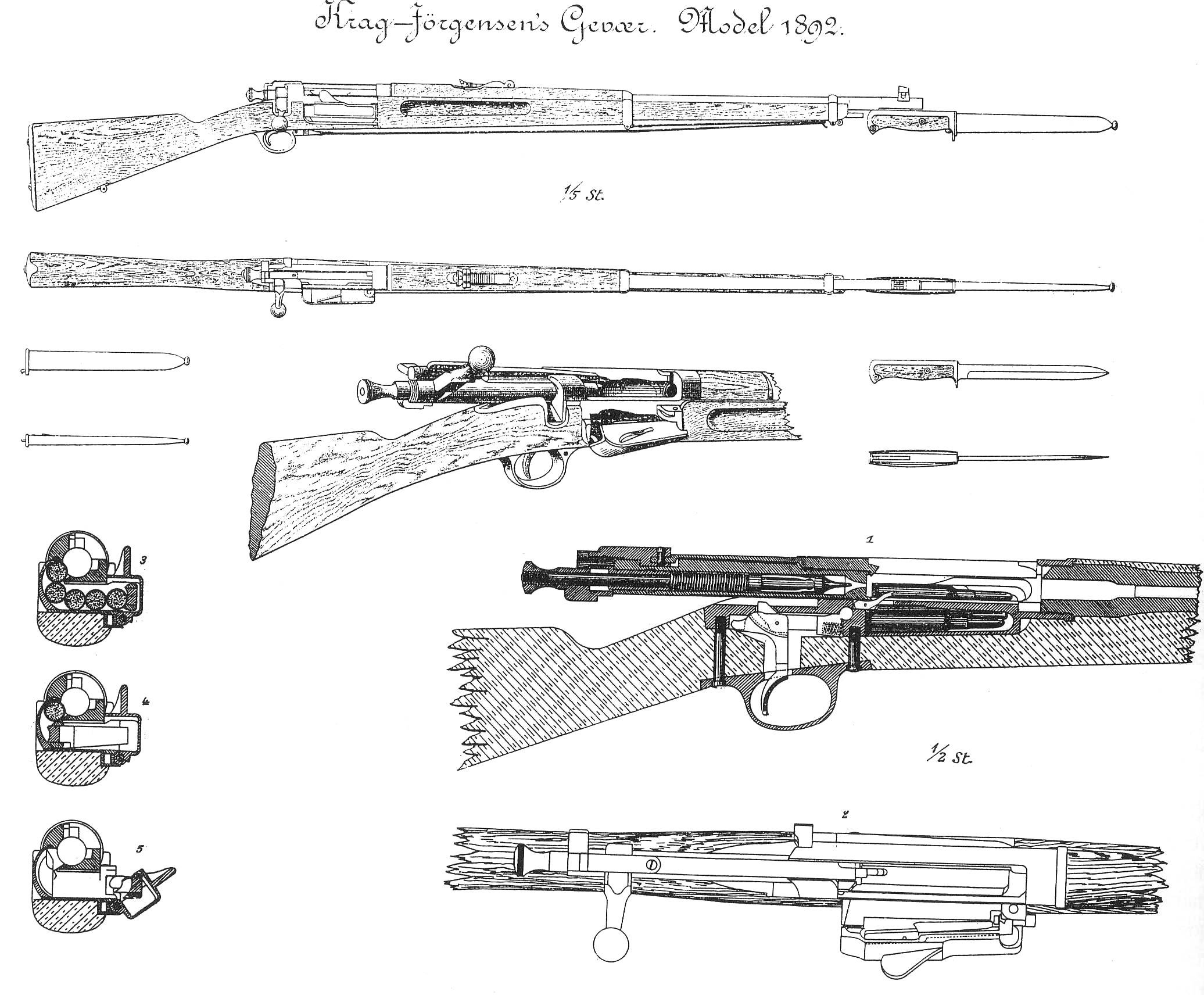
Vue explosée des premières versions du Krag-Jørgensen

Bien que la Norvège ait adopté le fusil Jarmann M1884 en 1884, il fut bientôt clair que c'était au mieux une arme temporaire. Krag Ole, capitaine dans l'armée norvégienne et directeur de la Kongsberg Våpenfabrikk (fabrique d'armes du gouvernement), poursuivit donc le développement de petites armes comme il le faisait déjà depuis au moins 1866. Peu satisfait avec le magasin tubulaire du fusil Jarmann et de son prédécesseur, le Krag-Petersson, il enrôle alors le maître armurier Erik Jørgensen. Ensemble ils développèrent le magasin capsule. Le dispositif principal de ce magasin étant qu'au lieu d'être saillant en dessous du canon, celui-ci entourait la culasse. Les premiers modèles contenaient dix coups, et ont été spécialement adaptés aux versions modifiées du Jarmann - bien qu'ils pouvaient être adaptés à n'importe quel autre fusil à verrou.
En 1886, le Danemark était sur le point d'adopter un nouveau fusil pour ses forces armées. Un des premiers prototypes du nouveau fusil a été envoyé au Danemark. Les retours donnés par les Danois furent essentiels dans le développement ultérieur de l'arme. Les tests effectués au Danemark permirent de constater qu'il fallait alléger le fusil. Krag et Jørgensen décidèrent donc de transformer le magasin en ce qu'ils appelèrent la « demi-capsule ». Contenant cinq coups au lieu de dix auparavant. Ils mirent en place également un certain nombre de leurs propres idées, ainsi que celles d'autres armuriers, afin de concevoir un tout nouveau modèle de verrou pour leur fusil. Le long extracteur, inspiré du mécanisme Jarmann, était situé sur le dessus du fusil, alors que le Mauser Gewehr 71/84 inspira les surfaces courbes utilisées pour l'expulsion des douilles. Peu après que l'arme fut adoptée par l'armée danoise, ils essayèrent une version disposant de deux tenons de verrouillage à l'avant. Cependant, cette dernière version fut abandonnée afin de gagner du poids et de réduire les coûts. En effet, le verrou disposait déjà de trois attaches, ce qui était plus qu'assez pour les munitions de l'époque.
Tous les fusils construits jusqu'à la Seconde Guerre mondiale comportaient également un mécanisme d'arrêt, afin de permettre l'utilisation du fusil au coup par coup.

## Fusils Krag-Jørgensen danois
Après des essais laborieux, le fusil de Krag-Jørgensen a été adopté par le Danemark le 3 juillet 1889. Le fusil danois se distinguait par plusieurs aspects important des armes adoptées peu après aux États-Unis et en Norvège, en particulier par l'utilisation d'une porte de magasin articulée vers l'avant (vers le bas pour les autres versions), l'utilisation de cartouches à bourrelet et d'un recouvrement externe en acier pour le canon.
Le Krag-Jørgensen danois était prévu pour les cartouches 8x58R (7,87 mm), et fut, du moins au cours des premières années de son utilisation, utilisé au coup par coup, car il y a un cut-off du côté gauche, conservant le magasin en tant que réserve. la cartouche avait été élaborée pour le Rolling Block danois, fusil mono coup qui précédait le Krag.
Il est resté en service jusqu'à l'invasion allemande du Danemark le 9 avril 1940.
C'est une arme bien équilibrée malgré sa longueur. La fabrication est très soignée en noyer et acier nordique. L'arme est robuste et tire une puissante cartouche, équivalente du 8mm mauser ou du 8mm lebel (dont le diamètre du canon est identique). Malgré un système de visée relativement simple, la précision obtenue s'avère excellente aux distances d'engagement. La fluidité du verrou est parfaite : chambrer une cartouche est imperceptible car il n'y a aucun accroc métallique. L'approvisionnement de l'arme peut se faire grâce à des chargettes en carton contenant les 5 cartouches qu'on déverse dans le chargeur.
La baïonnette est toute particulière, à poignée métal/bois et arrondie.

### Modèles de Krag-Jørgensen utilisés au Danemark
Bien que les sources soient rares concernant les variantes danoises du Krag, on peut tout de même distinguer au minimum les modèles suivants:
- Le Fusil 1889, ne disposait pas de garde-main, mais bien d'une poignée de verrou droite, et d'un canon recouvert d'acier. Ce fusil est typique de l'époque, en ce sens qu'il présente un long canon ainsi qu'une crosse adaptée à l'épaule, sans poignée. Il fut d'abord fabriqué sans chien, une entaille faisant l'affaire. En 1910, il lui fut ajouté une sécurité manuelle, placée sur le côté droit de la boîte de culasse, juste derrière le levier d'armement fermé.
- La Carabine d'artillerie 1889 et la Carabine d'infanterie 1889, se distinguaient uniquement par le placement des attaches de bandoulières, et ressemblaient à une version raccourcie du Fusil 1889
- La Carabine du Génie M1889 disposait d'une crosse en bois et était plus courte que les autres carabines.
- Le Fusil de précision M1928 est une variante du M1889 présentant un canon plus lourd et une crosse en bois.

## Fusils Krag-Jørgensen américains
Comme beaucoup d'autres nations, les États-Unis recherchaient également un nouveau fusil afin d'équiper leurs forces armées vers 1890. Une compétition eut lieu en 1892, comparant des fusils produits par Lee, Krag, Mannlicher, Mauser, Schmidt-Rubin, et environ 40 autres armes de conception civile et militaire. Les épreuves eurent lieu sur l'île des Gouverneurs, dans l’État de New York. En dépit des protestations des inventeurs et des fabriques d'armes américains (deux concepteurs, Russell et Livermore, allèrent même jusqu'à poursuivre le gouvernement des États-Unis en justice), une forme améliorée du Krag-Jørgensen remporta le contrat. Le fusil fut officiellement adopté par les États-Unis en 1892 pour remplacer le Springfield M1873 à simple coup. Environ 500 000 Krags ont été produits par l'arsenal de Springfield dans le Massachusetts entre 1894 et 1904. C'était le fusil principal de l'armée américaine de 1894 à 1903, quand il fut remplacé par le Springfield Springfield M1903 qui disposait de cartouche balistiquement similaire de type .30-03. Le Krag-Jørgensen fut utilisé au cours des guerres hispano-américaine et philippino-américaine.
Les Krags américains étaient chambrés pour les cartouches  .30-40 Krag. Celles-ci étaient les premières cartouches sans fumées adoptées par l'armée des États-Unis. Ces cartouches de 7,62 mm étaient propulsées par 40 grains de poudre, soit environ 2,5 g.

### Modèles de Krag-Jørgensen utilisés aux États-Unis
Il existait au moins neuf modèles différents de Krag-Jørgensen utilisés aux États-Unis :
- Le M1892 Rifle, équipé d'un canon de 762 mm et d'un magasin coupé fonctionnant en position verticale. Il se distingue par la tige de nettoyage en dessous du canon.
- La M1892 Carbine est probablement un prototype, car un seul exemplaire est connu. Elle se distingue uniquement du M1892 Rifle par son canon de 22 pouces au lieu de 30.
- Le M1896 Rifle bénéficie d'une mire arrière améliorée, et d'une précision accrue grâce à des tolérances plus strictes. La crosse est également légèrement épaissie.
- Le M1896 Cadet Rifle était équipé d'une tige de nettoyage comme le M1892 Rifle. Seuls environ 400 exemplaires ont été produits.
- La M1896 Carbine, carabine présentant les mêmes modifications que le M1896 Rifle.
- Le M1898 Rifle est essentiellement le M1896 Rifle amélioré de quelques nouveautés techniques.
- La M1898 Carbine, carabine disposant des mêmes améliorations que le M1898 Rifle.
- La M1899 Carbine, pratiquement le même que le M1898 Carbine, mais présentant une crosse légèrement plus longue, et pas d'attache de bandoulière.
- La M1899 Constabulary carbine fut construit spécifiquement pour les Philippines. Essentiellement une M1899 Carbine disposant d'une crosse allongée, d'une fixation pour une baïonnette, et d'adaptations afin de permettre le placement de celle-ci.

## Fusils Krag-Jørgensen norvégiens

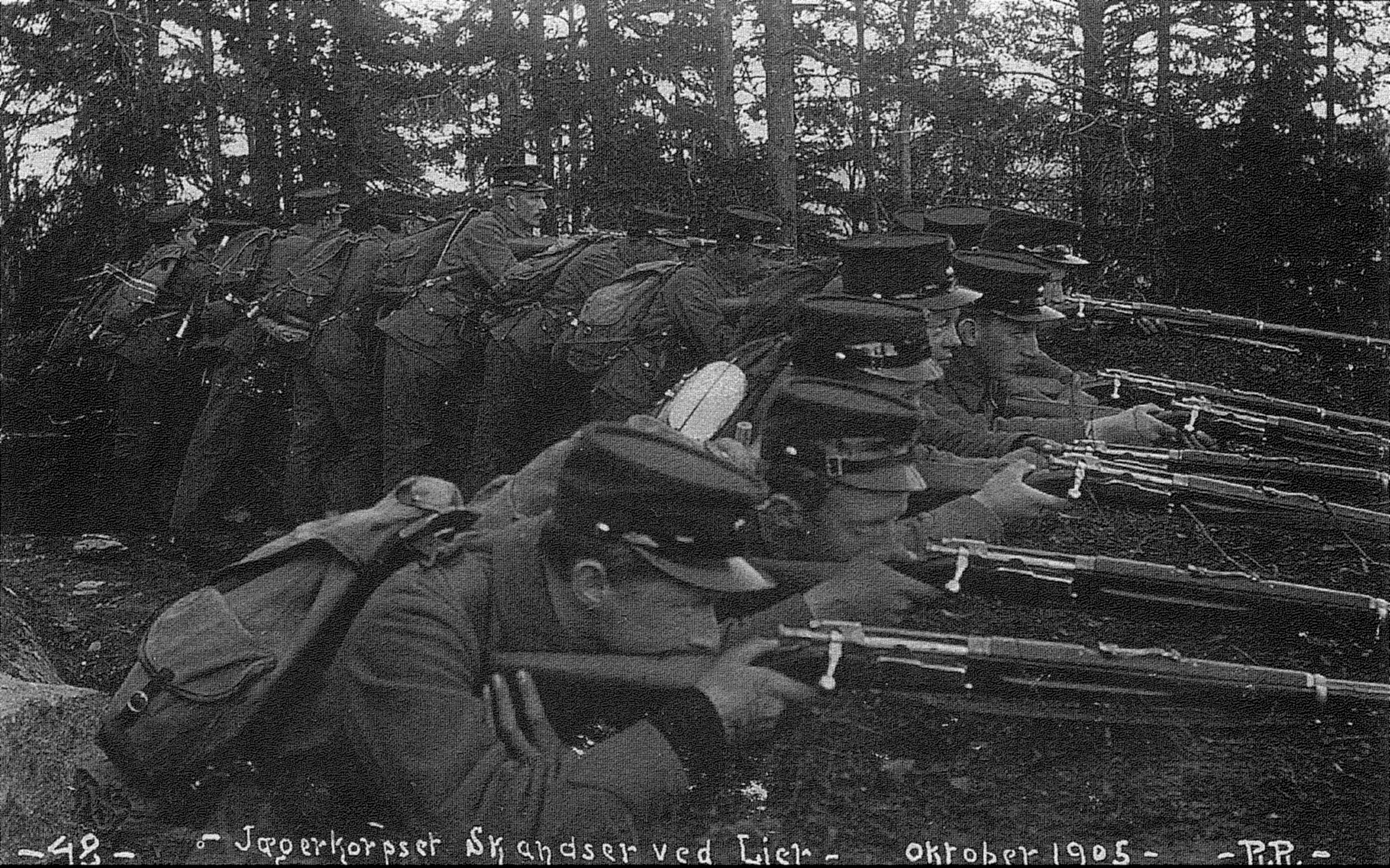
Soldats norvégiens armés du Krag-Jørgensen en 1905

La Commission suédo-norvégienne chargée de l'attribution des marchés portant sur les fusils pour les armées suédoises et norvégiennes vit le jour en 1891. Une de ses premières tâches fut de trouver le meilleur calibre pour la future arme. Celui-ci fut fixé à 6,5 mm. Cette munition était connue aussi bien en tant que 6,5x55 Scan, 6,5x55 Mauser, 6,5x55 suédoise et 6,5x55 Nor, bien que la longueur de la douille de la cartouche 6,5x55 Nor fut supérieure de 0,15 mm aux autres modèles. En raison des différentes interprétations de la norme donnée par le plan de fabrication — i.e. Krag utilisait les tolérances les plus larges pour ses munitions, alors que le Mauser suédois en utilisait les plus petites — un petit pourcentage des munitions produites en Norvège pouvaient exiger une certaine insistance afin d'être introduite complètement dans le magasin des fusils suédois. À la suite de ce problème, une rumeur enfla rapidement en Suède, affirmant que les cartouches suédoises pouvaient être utilisées dans les fusils norvégien, mais non l'inverse. De plus, certains déclarèrent que ce détail technique était délibéré, afin de permettre aux Norvégiens l'emploi des munitions capturées tout en empêchant aux Suédois d'en faire de même, conférant un avantage tactique certain à l'armée norvégienne dans une guerre éventuelle. Après les premiers échos de cette rumeur en 1900, la situation fut examinée par l'armée suédoise. Ils déclarèrent la différence de calibre insignifiante, et affirmèrent que tant les cartouches suédoises que norvégiennes respectaient les tolérances décidées par la commission. En dépit de cette conclusion, l'historien suédois Josef Alm fit écho à la rumeur dans un livre publié dans les années 1930, poussant beaucoup de personnes à croire qu'il existait réellement une différence significative entre les deux types de munitions.
Une fois la question des munitions réglée, les norvégiens commencèrent à regarder après une arme moderne qui conviendrait à leurs nouvelles cartouches. Les tests effectués suivirent le même schéma que celui utilisé aux États-Unis à la même époque. Celui-ci incluait, entre autres, des tirs de précision à différentes distances, des tirs de cartouches défectueuses, le tir de vitesse, la résistance à la rouille et la facilité du montage et du démontage. À l'issue de l'essai, trois fusils furent retenus :
- Le Mannlicher 1892
- Le Mauser 1893
- Le Krag-Jørgensen 1892

Environ cinquante fusils Krag-Jørgensen furent produits en 1893 et livrés aux soldats pour des essais sur le terrain. Les rapports furent bons, et quelques modifications furent apportées dans la conception. Le Storting (parlement) norvégien décida en 1894 d'adopter le Krag-Jørgensen comme nouveau fusil pour l'armée norvégienne, et il fut officiellement approuvé le 21 avril de cette année. La Suède a adopté à la place un Mauser modifié en 1896. Un total de plus de 200 000 fusils ont été construits en Norvège, à un moment où la population était inférieure à trois millions de personnes et que les champs pétrolifères de la mer du Nord n'étaient pas encore exploités. Les divers modèles de Krag-Jørgensen remplacèrent tous les fusils et carabines précédemment employés par les forces armées norvégiennes, notamment le Jarmann M1884, le Krag-Petersson et les derniers fusils Kammerlader.

### Modèles de Krag-Jørgensen utilisés en Norvège
Les Krag-Jørgensen furent produits durant une très longue période en Norvège, et dans de nombreuses versions, tant civiles que militaires. Voici la liste des principaux modèles produits:
- Le M1894 "Long Krag"[4],[5],[6],[7]. C'est le Krag le plus commun en Norvège. Un total de 122 817 furent produits chez Kongsberg jusqu'en 1922 date à laquelle la production fut arrêtée. En plus de ceux-ci, 30 000 exemplaires avaient été fabriqués et livrés par l'armurier Steyr (Autriche). En 1910, après quelques essais préliminaires, 1000 M1894 furent équipés de lunettes de visées télescopiques, montées sur un support spécial. Cinq furent livrées à chaque compagnie, dans le but de les utiliser spécifiquement contre les officiers ennemis. Comme le modèle ne fournit pas les résultats escomptés, la production fut interrompue.
- Les Carabine de cavalerie M1895 et Carabine d'artillerie de montagne et du génie M1897 différaient uniquement dans le mode de fixation de la bandoulière à la crosse, et ne furent produites qu'en une seule série. Un total de 9 309 unités furent fabriquées de 1898 à 1906[8].
- Les Carabine du génie M1904 et Carabine d'artillerie de campagne M1907 se distinguaient particulièrement des premières parce que l'entièreté de son mécanisme était encastré dans le bois de la crosse, et ce jusqu'à la gueule. La différence entre les deux modèles résidait uniquement dans l'attachement de la courroie. Comme les précédents, ces modèles ne furent fabriqués qu'en une seule série. Un total de 3 500 exemplaires fut produit entre 1906 et 1908[8].
- La M1906 Guttekarabin est une carabine M1895 simplifiée, avec une crosse raccourcie et aucune garde. Elles furent livrées aux écoles norvégiennes, et utilisées pour former des garçons de 14 à 17 ans au tir. Des « munitions scolaires » spéciales furent développées pour permettre la pratique du tir dans des secteurs ou cela était interdit. Un total de 3 321 unités furent fabriquées, desquelles 315 furent modifiées par après pour s'adapter au calibre .22 Long Rifle. Le tir était au programme des adolescents norvégiens jusqu'à la Seconde Guerre mondiale[9].
- Le M1912 - M1912/16 - M1912/18 "fusil court" fut produit car le M1894 laissait clairement quelque chose à désirer. Le M1912 fut adopté après essais, pourvu d'un fût plus court et plus épais, ainsi que des cartouches différentes. Il se distingua des modèles précédents car l'entièreté de son mécanisme était encastré dans le bois de la crosse, et ce jusqu'à la gueule; la fixation pour la baïonnette déplacée du fût au bas de la crosse. Un total de 30 118 M1912 furent produits entre 1913 et 1926. Il fut également décidé que toute production ultérieure serait de ce modèle[10].
- Le Fusil de précision M1923 était la première tentative de produire un fusil de précision, mais il s'avéra trop fragile pour l'usage sur le terrain. Un total de 630 fusils furent construits entre 1923 et 1926, dont la moitié fut vendue à des tireurs d'élite civils. Ils furent plus tard convertis en M1930 ou en fusils de chasse[11].
- Le Fusil de précision M1925 est fondamentalement une version améliorée du M1923, produite pour le marché civil. Un total de 1 900 unités furent produites à partir de 1925 jusqu'à l'invasion allemande de la Norvège, le 9 avril 1940. 250 exemplaires supplémentaires furent produits pour les Allemands pendant la guerre, et les 124 derniers exemplaires ont été montés en 1950[12].
- Le Fusil de précision M1930 est une autre amélioration du M1923, disposant d'un baril plus lourd, d'une crosse et d'une mire différentes, ainsi que d'une gâchette modifiée.  C'était une arme efficace, mais elle ne fut produite qu'à 466 exemplaires de 1930 à 1939[13].

De plus, la plupart des modèles militaires furent produits également pour le marché civil. Après la guerre, un nombre limité de Krag-Jørgensen fut encore produit, mais uniquement à des fins civiles.

## Production pour l’Allemagne nazie pendant la seconde guerre mondiale
Pendant l'occupation allemande de la Norvège, les forces allemandes exigèrent que la Kongsberg Våpenfabrikk construise des armes pour les forces nazies. De grandes quantités de Krag-Jørgensen, de Colt M1914, et de canons anti-aériens de 40 mm furent commandées. Cependant, la production fut maintenue à un niveau très inférieur aux capacités réelles de la fabrique, grâce au travail de sabotage et à la sous-productivité volontaire affichée par les ouvriers. Des 13 450 fusils commandés par les Allemands, seuls entre 3 350 et 3 800 furent effectivement livrés.
Au départ, le modèle commandé était le M1894 standard, mais celui-ci fut rapidement modifié pour ressembler davantage au Kar98k allemand. Des expériences concernant des munitions de 7,92 mm eurent également lieu.
Les informations concernant l'utilisation du Krag-Jørgensen par la Wehrmacht étant difficile à trouver, on ne peut qu'essayer de deviner l'emploi qu'elle en fit. Cependant, on peut supposer que ceux-ci étaient destinés aux troupes de seconde ligne, car la Wehrmacht s'efforçait d'alimenter ses troupes de premières lignes avec des calibres standards. Certains furent livrés au Hird, la section armée du parti d'Union Nationale (Nasjonal Samling en norvégien), le parti d'inspiration nationale-socialiste du gouvernement fantoche de Vidkun Quisling. Les essais entrepris avec des munitions de calibre 7.92 renforcent l'hypothèse affirmant que les Allemands envisageaient un usage plus large du Krag-Jørgensen.

## Production d’après-guerre
Quelques fusils Krag-Jørgensen furent encore montés après 1945, avec comme unique marché les tireurs civils et les chasseurs. Même s'il n'était pas question de rééquiper l'armée norvégienne de Krag-Jørgensen, quelques tentatives furent entreprises afin de l'adapter à des munitions plus modernes, telles que les 7,62 x 51 mm OTAN et les .30-06. Bien que cela ce soit avéré possible, adapter le Krag revenait d'un point de vue financier à construire une arme de conception plus moderne. Dès lors, la production de Krag-Jørgensen fut définitivement interrompue en 1952, avec l'arrêt du modèle m/1952 Elk-rifle, dont 470 exemplaires furent vendus durant les années 1950.
Aujourd'hui, les KJ sont très appréciés des collectionneurs et des tireurs pour leur rareté, la robustesse et la qualité de leur mécanisme.
Les armes américaines ont une cote bien supérieures aux armes européennes malgré une qualité de fabrication équivalente.

## Fusils et carabines Krag-Jørgensen spéciaux et prototypes
Le Krag-Jørgensen fut produit pendant plus de 60 ans en Norvège. Durant cette période, un certain nombre de prototypes furent fabriqués. Certains d'entre eux étaient destinés à supporter la production, ou à répondre à une demande bien spécifique. Il y eut également plusieurs tentatives visant à améliorer la puissance de feu de l'arme.

### Fusils modèles
Les fusils modèles étaient utilisés aussi bien quand les différents modèles étaient approuvés, que pour servir de modèle lors de la fabrication. Le modèle consistait essentiellement en une arme fabriquée séparément, et qui indiquaient à quoi l'arme concernée devait ressembler. Ceux-ci étaient numérotés et entreposés séparément. Plusieurs modèles furent fabriqués, à la suite de changements mineurs dans l'état de surface du fusil, ou d'autres petites modifications. En particulier, un grand nombre de fusils modèles du M1894 furent assemblés, à la suite de l'envoi chez Staur de plusieurs d'entre eux pour servir de modèles de contrôle.

### Fusils à harpons
Quelques unités furent transformées en fusils à harpons, à l'image de ce qui fut fait avec le Jarmann M1884. On se rendit compte que la conversion de ce dernier était moins chère que celle du Krag-Jørgensen, la modification de celui-ci fut alors interrompue. On ignore le nombre d'exemplaires de ce type produits au total.

### Fusils Krag-Jørgensen modifiés pour l’alimentation par bande
On peut trouver dans le musée de la Fabrique d'Armes Kongsberg un prototype de M1894 modifié pour l'alimentation par bande. Bien qu'aucune documentation n'ait été trouvée à ce sujet, il est clair que ce prototype ait été modifié dans le but d'être alimenté de la même façon que la mitrailleuse lourde Hotchkiss qui était utilisée par l'armée norvégienne à l'époque.
Les mouvements d'aller-retour du verrou actionnaient un mécanisme qui permettait à la bande d'avancer à travers la boite de culasse, chargeant l'arme avec une nouvelle cartouche. Bien que ce système puisse être intéressant lors d'un combat de position, ou d'un siège, transporter une longue bande de munitions n'était pas très pratique lors du combat de mouvement. Néanmoins, c'est une tentative précoce et originale d'amélioration de la puissance de feu du Krag-Jørgensen.

### Le 'chargeur' du lieutenant Tobiensen
En 1923, le lieutenant Tobiensen, employé par la Fabrique d'armes Kongsberg, mit au point ce qu'il appela un 'chargeur pour fusil à répétition'. On peut considérer cette évolution comme une tentative d'amélioration de la puissance de feu du Krag, à l'image du prototype à alimentation par bande. Le concept consistait au départ en l'adaptation du haut de la culasse, afin de permettre d'y fixer un magasin de mitraillette Madsen. Le fusil disposait d'un sélecteur, qui permettait à l'utilisateur de choisir entre le magasin interne du Krag, contenant 5 cartouches, ou celui externe, contenant jusqu'à 25 munitions.
Le concept semblant assez prometteur, 8 prototypes furent assemblés et testés. Cependant, les essais permirent de constater que le nouveau chargeur non seulement alourdissait le fusil, et en gênait la manipulation, mais également qu'il déportait légèrement l'arme sur le côté. Considérant le 'chargeur' comme inadapté à l'usage militaire, la production s'arrêta là.
En 1926, un groupe de chasseurs de phoques approchèrent la Fabrique d'armes Kongsberg, désirant faire l'acquisition de quelques Krag munis de chargeurs, afin de chasser le phoque depuis des petites embarcations. La commande ne fut toutefois pas acceptée, étant donné le coût élevé lié à la fabrication de telles armes en quantité limitée.

### Krag-Jørgensen semi-automatiques
Simultanément à l'introduction de la mitrailleuse lourde Hotchkiss au sein de l'armée norvégienne, certains commencèrent à envisager l'adaptation du Krag-Jørgensen afin d'en faire un fusil semi-automatique. Une telle modification aurait multiplié la puissance de feu de l'infanterie, et, ce faisant, aurait permis la concentration d'une plus grande puissance de feu sur une même cible. Cependant, la plupart des modèles proposés n'étaient pas très bien pensés, et aucun des concepteurs concernés ne s'y connaissait suffisamment en matière d'arme à feu pour déterminer la pression et les dimensions nécessaires à un tel mécanisme. Malgré tout, deux concepts furent étudiés plus avant et un prototype fut finalement construit.

#### Fusil automatique Sunngaard
Proposé en 1915 par le sergent Sunngaard, ce modèle de fusil semi-automatique fut envisagé pendant un certain temps, avant d'être déclaré inapte pour le service. La raison principale de ce rejet étant que la pression nécessaire ne pouvait être atteinte sans modifications majeures du Krag-Jørgensen. En conséquence, aucun prototype de ce concept ne furent assemblés.

#### Fusil semi-automatique SNABB 38
En 1938, un concept suédois attira l'attention des fabricants du Krag. Le SNABB était une modification qui autorisait n'importe quelle arme à alimentation par bande adaptée au concept d'être transformée en fusil semi-automatique, permettant ainsi des économies par rapport à la fabrication d'une nouvelle arme. Le mécanisme utilisait du gaz sous pression afin de faire fonctionner le levier d'armement à l'aide d'une glissière. Les adaptations demandées semblaient, à première vue, assez compliquées : une crosse séparée était nécessaire, et des modifications importantes de la boite de culasse étaient indispensables.
Un prototype fut tout de même construit et testé en automne 1938. Malgré une efficacité à peu près conformes aux attentes, le coût des modifications avoisinèrent le triple du montant initialement prévu, et le projet fut abandonné.

## Munitions
Les différents modèles de Krag-Jørgensen furent construits afin de s'adapter à un grand nombre de différents calibres. En plus de différents calibres destinés au marché civil, les munitions de service suivantes furent utilisés avec le Krag-Jørgensen :
- 8x58 mm R danois, une cartouche à bourrelet de 7,87 mm. Les premières cartouches disposaient d'un long nez rond, pesant 15,3 grammes (236 grains), et étaient chargées de manière à produire une vitesse à la gueule de 580 m/s, alors que des versions ultérieures de cartouches spitzer de 12,8 grammes (198 grains) produisaient une vitesse à la gueule de 823 m/s[16].
- .30-40 US, une cartouche à bourrelet de 7,62 mm chargée avec 40 grains (3 grammes) de poudre sans fumée. Celle-ci produisaient une pression de 276 MPa, qui résultait en une vitesse à la gueule de 609 m/s pour les fusils, et de 597 m/s pour les carabines, la différence étant due au canon plus court de ces dernières[3].
- 6.5x55 norvégien, ou 6.5x55Scan, une cartouche à gorge de 6,5 mm. La plupart des variantes sont prévues pour une pression de 350 MPa. Les premières cartouches à nez rond de 10,1 grammes (156 grains) produisaient une vitesse à la gueule de 700 m/s, alors que les cartouches ultérieures (balles spitzer de 9 grammes) atteignaient une vitesse de 870 m/s[1].

## Comparaison des fusils Krag en service
Le tableau qui suit compare les armes de service danoises, américaines et norvégiennes,,,,,,,,,,,.
| Nation     | Modèle                   | Longueur  | Canon    | Masse    |
| ---------- | ------------------------ | --------- | -------- | -------- |
| Danemark   | Fusil 1889               | 1328 mm   | 832 mm   | 4,275 kg |
| Danemark   | Carabine 1889            | 1100 mm   | 610 mm   | 3,96 kg  |
| Danemark   | Fusil de précision 1928  | 1168 mm   | 675 mm   | 5,265 kg |
| États-Unis | M1892 Rifle              | 1244,6 mm | 762 mm   | 4,221 kg |
| États-Unis | M1892 Carbine            | 1046,5 mm | 558,8 mm | 3,735 kg |
| États-Unis | M1896 Rifle              | 1244,6 mm | 762 mm   | 4,023 kg |
| États-Unis | M1896 Cadet Rifle        | 1244,6 mm | 762 mm   | 4,05 kg  |
| États-Unis | M1896 Carbine            | 1046,5 mm | 558,8 mm | 3,488 kg |
| États-Unis | M1898 Rifle              | 1247,1 mm | 762 mm   | 4,05 kg  |
| États-Unis | M1898 Carbine            | 1046,5 mm | 558,8 mm | 3,51 kg  |
| États-Unis | M1899 Carbine            | 1046,5 mm | 558,8 mm | 3,542 kg |
| États-Unis | M1899 Constable Carbine  | 1046,5 mm | 558,8 mm | 3,614 kg |
| Norvège    | Fusil M1894              | 1267,5 mm | 760 mm   | 4,221 kg |
| Norvège    | Carabine M1895 & M1897   | 1016 mm   | 520 mm   | 3,375 kg |
| Norvège    | Carabine M1904 & M1907   | 1016 mm   | 520 mm   | 3,78 kg  |
| Norvège    | Carabine M1906           | 986 mm    | 520 mm   | 3,375 kg |
| Norvège    | Fusil court M1912        | 1107 mm   | 610 mm   | 3,96 kg  |
| Norvège    | Fusil de précision M1923 | 1117 mm   | 610 mm   | 4,05 kg  |
| Norvège    | Fusil de précision M1925 | 1117 mm   | 610 mm   | 4,455 kg |
| Norvège    | Fusil de précision M1930 | 1220 mm   | 750 mm   | 5,157 kg |

## Comparaison avec des fusils ultérieurs
Au moment de son adoption par les armées danoises, norvégiennes et américaines, le Krag-Jørgensen était considéré comme le meilleur fusil disponible. Il est ici comparé avec des armes des décennies ultérieures. Dans les tests pratiqués par l'armée américaine, le Krag fut comparé au Gewehr 92, et non pas le modèle 98 amélioré. La version japonaise Type 38 fut adoptée en 1905, près de vingt ans après l'apparition des premiers modèles de Krag-Jørgensen.
| Fusil               | Krag-Jørgensen danois 1889                     | Krag-Jørgensen américain M1892 | Krag-Jørgensen norvégien M1894                 | Fusil Type 38 japonais | Gewehr 98 allemand | Lee-Enfield britannique (données pour le dernier modèle) |
| Portée effective    | Inconnue                                       | Inconnue                       | Inconnue                                       | Inconnue               | Inconnue           | 800 m                                                    |
| Capacité du magasin | 5                                              | 5                              | 5                                              | 5                      | 5                  | 10                                                       |
| Calibre             | 8x58R (7,87 mm)                                | .30-40 (7,62 mm)               | 6,5x55 mm                                      | 6,5x50 mm              | 7,92x57 mm         | .303 (7,7x56R mm)                                        |
| Vitesse à la gueule | 580 m/s (1re cart.) / 823 m/s (dernière cart.) | 609,6 m/s                      | 700 m/s (1re cart.) / 870 m/s (dernière cart.) | 765 m/s                | 745 m/s            | 774 m/s                                                  |
| Longueur du canon   | 83,2 cm                                        | 76,2 cm                        | 76 cm                                          | 79,7 cm                | Inconnue           | 64 cm                                                    |
| Longueur totale     | 132,8 cm                                       | 124,5 cm                       | 126,8 cm                                       | 128 cm                 | 125 cm             | 112,8 cm                                                 |
| Poids chargé        | 4,28 kg                                        | 4,22 kg                        | 4,22 kg                                        | 3,95 kg                | 4,09 kg            | 4,17 kg                                                  |